# بريتاني داون برانون
بريتاني داون برانون (بالإنجليزية: Brittany Dawn Brannon)‏ هي متسابقة ملكة الجمال أمريكية، ولدت في 8 ديسمبر 1988 في فينيكس في الولايات المتحدة.